# Куиндичи
Куиндичи (итал. Quindici) — коммуна в Италии, располагается в регионе Кампания, в провинции Авеллино.
Население составляет 3030 человек (2008 г.), плотность населения составляет 132 чел./км². Занимает площадь 23 км². Почтовый индекс — 83020. Телефонный код — 081.
Покровительницей коммуны почитается Пресвятая Богородица (Maria Santissima delle Grazie), празднование 8 сентября.

## Демография
Динамика населения:

## Администрация коммуны
- Официальный сайт: